# 伊号第十五潜水艦 (初代)
| 終末公試中の伊号第十五潜水艦 （1940年9月15日、広島湾黒神島沖） |                                                                              |
| 艦歴                                                           |                                                                              |
| 計画                                                           | 第三次海軍軍備補充計画（③計画）                                              |
| 起工                                                           | 1938年1月25日                                                                |
| 進水                                                           | 1939年3月7日                                                                 |
| 就役                                                           | 1940年9月30日                                                                |
| その後                                                         | 1942年11月10日米掃海駆逐艦の爆雷攻撃および砲撃により沈没                     |
| 除籍                                                           | 1942年12月24日                                                               |
| 性能諸元                                                       |                                                                              |
| 排水量                                                         | 基準：2,198トン 常備：2,584トン 水中：3,654トン                              |
| 全長                                                           | 108.7m                                                                       |
| 全幅                                                           | 9.30m                                                                        |
| 吃水                                                           | 5.14m                                                                        |
| 機関                                                           | 艦本式2号10型ディーゼル2基2軸 水上：12,400馬力 水中：2,000馬力               |
| 速力                                                           | 水上：23.6kt 水中：8.0kt                                                     |
| 航続距離                                                       | 水上：16ktで14,000海里 水中：3ktで96海里                                     |
| 燃料                                                           | 重油：774トン                                                                |
| 乗員                                                           | 竣工時定員94名                                                               |
| 兵装                                                           | 40口径14cm単装砲1門 25mm機銃連装1基2挺 53cm魚雷発射管 艦首6門 九五式魚雷17本 |
| 航空機                                                         | 零式小型水上偵察機1機 （呉式1号4型射出機1基）                                |
| 備考                                                           | 安全潜航深度：100m                                                           |

伊号第十五潜水艦（初代）（いごうだいじゅうごせんすいかん）は、日本海軍の潜水艦。伊十五型潜水艦の1番艦である。1942年12月、ソロモン諸島海域で喪失と認定。
本艦の除籍後、伊十三型潜水艦の3番艦が本艦の艦名を襲用し、川崎重工業で建造されたが未成に終わった。こちらの詳細は伊号第十五潜水艦 (2代)を参照のこと。

## 艦歴

### 計画-竣工
1937年（昭和12年）の第三次海軍軍備補充計画（③計画）の潜水艦乙、仮称艦名第37号艦として計画。1938年（昭和13年）1月25日、呉海軍工廠で起工。1939年（昭和14年）1月20日、伊号第十五潜水艦と命名され、伊十五型潜水艦の1番艦に定められる。3月7日、進水。12月5日、艤装員事務所を呉海軍工廠内に設置し事務開始。1940年（昭和15年）9月30日竣工し、艤装員事務所を撤去。本籍を横須賀鎮守府に定められる。11月15日、伊16と共に第六艦隊第1潜水戦隊隷下に第1潜水隊を新編。これは、C1型からなる先代の第1潜水隊が、所属艦の除籍により1929年（昭和4年）4月1日に解隊されて以来、4代目となる。

### 中国大陸沿岸
12月10日、第1潜水隊司令潜水艦を伊16から伊15に変更。1941年（昭和16年）2月19日から中国大陸沿岸で対支作戦に従事。3月4日内地へ帰還し、練成を行いつつ待機。8月7日、第1潜水隊司令潜水艦を伊17へ一時変更。9月9日、第1潜水隊司令潜水艦を伊17から伊15に復帰。

### 太平洋戦争緒戦-K作戦
11月21日、戦備を完整した伊15は横須賀を出港。8日の真珠湾攻撃ではオアフ島北方沖を哨戒。9日、伊6がオアフ島沖を東北東へ向け航行中のレキシントン級空母1、巡洋艦2隻を発見したため、迎撃に向かった。14日、アメリカ西海岸沿岸における通商破壊作戦に参加してサンフランシスコ西方沖にあるファラロン諸島北方沖に移動。1942年（昭和17年）1月11日、クェゼリンに到着。1月、伊15に対しK作戦の準備としてクェゼリンでの対飛行艇用燃料補給設備工事と、第二十四航空戦隊横浜海軍航空隊の十三試大艇との連合訓練が命じられる。31日、軍隊区分先遣部隊第一潜水部隊に配置。2月1日、クェゼリンはマーシャル・ギルバート諸島機動空襲を受けるが、伊15に被害はなかった。その後クェゼリンを出港し、迎撃に向かったが空振りに終わり、5日にクェゼリンに到着。同日、第2潜水隊所属の伊18、伊20と交代する形で、伊17と共に第2潜水隊に編入された。
2月上旬、K作戦の訓練を実施。20日、ラバウルを空襲した米機動部隊を迎撃するためクェゼリンを出港したが失敗。3月2日、フレンチフリゲート礁に到着して二式飛行艇への燃料補給を行った。4日、K作戦を終えて横須賀へ向かう途中、米第16任務部隊により南鳥島が空襲を受けたため、東京湾東方沖の散開線で捜索と哨戒にあたったが空振りに終わった。18日、散開線を離れ、21日に横須賀に到着。その後、4月23日まで修理と整備を行い、修理後は訓練に従事する。

### アリューシャン攻略作戦
5月11日、伊15は軍隊区分北方部隊に編入される。15日、横須賀を出港し、17日に大湊に到着。19日、AL作戦に参加して大湊を出港。第2潜水戦隊の支援を行った後、アリューシャン列島南方沖を哨戒。27日、コディアック島を偵察。6月7日、米PBY カタリナに発見されて攻撃を受けるが、被害はなかった。その後、キスカ西方沖の散開線に到達して哨戒。19日にはダッチハーバーを潜望鏡偵察。29日、哨戒区域を離れる。30日、北方部隊作戦指揮を解かれ、第六艦隊指揮下に復帰、7月7日、横須賀に到着し、修理と整備に従事。

### ソロモン方面-沈没
8月10日、第2潜水隊司令潜水艦が伊19に変更。整備が完了した伊15はインド洋方面の作戦に投入される予定で出撃準備をしていたが、ソロモン諸島方面に機動部隊が出現したため、8月15日に横須賀を出港してソロモン諸島方面に向かった。23日、サンタクルーズ諸島東方沖の散開線に到着して哨戒。25日0145、米空母エンタープライズ(USS Enterprise, CV-6)、戦艦ノースカロライナ(USS North Carolina, BB-55)、巡洋艦2、駆逐艦5からなる米機動部隊を発見。28日深夜、サンクリストバル島東方沖を哨戒中に南進する米空母を発見。9月15日、伊19の雷撃を受けて大破していた米空母ワスプ(USS Wasp, CV-7)が沈んでいく場面に遭遇する。20日、哨戒区域を離れ、25日にトラックに到着。
10月5日、伊17はトラックを出港し、ガダルカナル島東方沖に進出し哨戒。22日、サンクリストバル島西方沖の散開線に移動。27日、エスピリトゥサント島西方200浬地点付近でサンタクルーズ諸島を出港して南に向かう米艦隊を発見。同日、サンクリストバル島南西沖に移動。11月3日1701の定時連絡を最後に消息不明。
アメリカ側記録によると、10日0230、ガダルカナル島へ輸送物資を搭載して航行中の米掃海駆逐艦サウザード(USS Southard, DD-207/DMS-10)が浮上した潜水艦を発見し、砲撃を開始したところ潜水艦は急速潜航していった。その後、潜水艦は魚雷2本を発射してきたが、サウザードはこれを回避。0242、サウザードは潜航中の潜水艦を探知し、数時間にわたって6回の爆雷攻撃を行う。この時、現場海域から15浬南方で哨戒中の伊17が、現場海域での爆雷攻撃の音を聴取している。1003、潜水艦が浮上してきたため、サウザードは1900mの距離で砲撃を開始。やがて、砲弾1発が潜水艦の司令塔に命中し、潜水艦は艦首から沈没した。これが伊15の最期の瞬間であり、艦長の石川信雄中佐以下乗員91名全員戦死。
12月5日、ガダルカナル島方面で戦没と認定された。
12月24日、伊15は第2潜水隊と伊十五型潜水艦から削除され、帝国潜水艦籍から除かれた。本艦の艦艇類別等級別表からの削除時に、伊十五型の艦型名は伊十七型に改められた。

## 潜水艦長
艤装員長
1. 大山豊次郎 中佐：1939年12月1日[42] - 1940年9月30日[43]

潜水艦長
1. 大山豊次郎 中佐：1940年9月30日[43] - 1940年12月20日[44]
2. 石川信雄 中佐：1940年12月20日[44] - 1942年11月10日戦死[38]。12月5日戦死認定、同日付任海軍大佐[45]